# Max et l'Edelweiss

Max et l'Edelweiss est un court métrage muet français réalisé par Lucien Nonguet, sorti en 1910.

## Synopsis
Pour être sure de l'amour de Max, une veuve lui demande d'aller cueillir, pour elle, un edelweiss, qu'on ne trouve qu'au sommet de la montagne. Max essaye, mais revient bredouille. Heureusement il rencontre un vendeur de fleurs et achète un edelweiss. Il peut courir aux pieds de sa belle.

## Fiche technique
- Autres titres : Une épreuve difficile ou Max dans les Alpes
- Réalisation : Lucien Nonguet
- Scénario : Max Linder
- Production : Pathé Frères
- Durée : 190 m
- Première présentation le 5 novembre 1910 en France

## Distribution
- Max Linder : Max